# Francisco Robles Ortega
José Francisco Robles Ortega (Mascota, Jalisco, 2 de marzo de 1949) es un religioso y cardenal mexicano de la Iglesia católica, actual arzobispo de Guadalajara.
Fue arzobispo de Monterrey, entre el 25 de enero de 2003 y el 7 de diciembre de 2011. 
Presidente de la Conferencia del Episcopado Mexicano por dos periodos consecutivos 2012-2015 y 2015-2018.

## Biografía

### Primeros años y formación
Nació en el municipio de Mascota, en el estado mexicano de Jalisco como tercer hijo del matrimonio formado por Francisco Robles Arreola y Teresa Ortega de Robles que tuvo 16 hijos.
Realizó sus estudios básicos sacerdotales en el Seminario Menor de Autlán de Navarro, para posteriormente pasar a estudiar el Seminario Mayor en Guadalajara donde estudió filosofía y por último teología en el Seminario de Zamora.

### Sacerdocio
Fue ordenado sacerdote el 20 de julio de 1976 para la Diócesis de Autlán por el obispo José Maclovio Vázquez Silos.
Tras su ordenación, entre 1976 y 1979 completó sus estudios en la Pontificia Universidad Gregoriana en Roma, donde estudió la Licenciatura en Teología Dogmática.
Fue párroco en el Santuario de Guadalupe de Autlán y Rector del Seminario de la misma diócesis. 

### Episcopado
El 30 de abril de 1991 el papa Juan Pablo II lo designó Obispo titular de Bossa y Auxiliar de Toluca, siendo consagrado como tal el 5 de junio de ese año, por el Obispo de Toluca Alfredo Torres Romero, fungiendo como co-consagrandes los obispos José María Hernández González de Netzahualcóyotl y el hoy cardenal Javier Lozano Barragán. 
A la muerte de Alfredo Torres Romero asumió el título de Obispo de Toluca, el 15 de junio de 1996, donde permaneció hasta el 25 de enero de 2003 cuando el papa Juan Pablo II lo designó Arzobispo de Monterrey. 
El 14 de noviembre de 2012 fue elegido por los obispos de México como presidente de la Conferencia del Episcopado Mexicano (CEM) para el período 2012-2015, en sustitución de Carlos Aguiar Retes.
El 7 de diciembre de 2011 fue nombrado por el papa Benedicto XVI como nuevo arzobispo de Guadalajara en sustitución del cardenal Juan Sandoval Iñiguez.

### Cardenalato
El 17 de octubre de 2007 fue anunciada su creación como cardenal,  en consistorio el 24 de noviembre, junto con otros 22 nuevos cardenales.
El consistorio tuvo verificativo en la fecha señalada, recibiendo el capelo cardenalicio de manos del papa Benedicto XVI, y el título de Cardenal presbítero de S. Maria della Presentazione, siendo el primer cardenal en recibir como título esa iglesia de Roma.
Fue uno de los asistentes al cónclave de 2013 como cardenal elector, para elegir al nuevo papa tras la renuncia de Benedicto XVI, dónde incluso fue nombrado entre los "papables".
El 16 de julio de 2015 fue confirmado como miembro de la Pontificia Comisión para América Latina.
El 16 de diciembre de 2018 fue confirmado como miembro de la Congregación para los Obispos in aliud quinquennium.
El 7 de diciembre de 2020 fue nombrado miembro de la Pontificia Comisión para América Latina  usque ad octogesimum annum aetatis.
El 7 de marzo de 2023 fue nombrado miembro de la Sección para las cuestiones fundamentales de la evangelización en el mundo del Dicasterio para la Evangelización ad quinquennium.